# Fraisses
Pour l’article ayant un titre homophone, voir Fraisse (homonymie).
Fraisses est une commune française située dans le département de la Loire, en région Auvergne-Rhône-Alpes.

## Géographie
Fraisses est située dans le département de la Loire, aux portes du département de la Haute-Loire, à 15 km de Saint-Étienne.
Son territoire, d'une superficie de 4,63 km2, longe l'Ondaine au Nord et monte assez rapidement de 437  à   746 mètres. La commune fait la limite entre l'urbanisation de la vallée de l'Ondaine et le caractère plus rural des gorges de la Loire.

### Climat
Pour des articles plus généraux, voir Climat d'Auvergne-Rhône-Alpes et Climat de la Loire.
En 2010, le climat de la commune est de type climat océanique dégradé des plaines du Centre et du Nord, selon une étude du Centre national de la recherche scientifique s'appuyant sur une série de données couvrant la période 1971-2000. En 2020, Météo-France publie une typologie des climats de la France métropolitaine dans laquelle la commune est exposée à un climat de montagne ou de marges de montagne et est dans la région climatique Nord-est du Massif Central, caractérisée par une pluviométrie annuelle de 800 à 1 200 mm, bien répartie dans l’année.
Pour la période 1971-2000, la température annuelle moyenne est de 10,6 °C, avec une amplitude thermique annuelle de 16,8 °C. Le cumul annuel moyen de précipitations est de 736 mm, avec 8,6 jours de précipitations en janvier et 6,7 jours en juillet. Pour la période 1991-2020, la température moyenne annuelle observée sur la station météorologique de Météo-France la plus proche, « Saint-Étienne », sur la commune de Saint-Étienne à 11 km à vol d'oiseau, est de 11,4 °C et le cumul annuel moyen de précipitations est de 793,9 mm,. Pour l'avenir, les paramètres climatiques de la commune estimés pour 2050 selon différents scénarios d'émission de gaz à effet de serre sont consultables sur un site dédié publié par Météo-France en novembre 2022.

## Urbanisme

### Typologie
Au 1er janvier 2024, Fraisses est catégorisée centre urbain intermédiaire, selon la nouvelle grille communale de densité à sept niveaux définie par l'Insee en 2022.
Elle appartient à l'unité urbaine de Saint-Étienne, une agglomération inter-départementale regroupant 32  communes, dont elle est une commune de la banlieue,,. Par ailleurs la commune fait partie de l'aire d'attraction de Saint-Étienne, dont elle est une commune de la couronne,. Cette aire, qui regroupe 105 communes, est catégorisée dans les aires de 200 000 à moins de 700 000 habitants,.

### Occupation des sols
L'occupation des sols de la commune, telle qu'elle ressort de la base de données européenne d’occupation biophysique des sols Corine Land Cover (CLC), est marquée par l'importance des territoires artificialisés (39 % en 2018), en augmentation par rapport à 1990 (31,8 %). La répartition détaillée en 2018 est la suivante : 
forêts (31,2 %), zones urbanisées (29 %), prairies (28,9 %), zones industrielles ou commerciales et réseaux de communication (8,1 %), espaces verts artificialisés, non agricoles (1,8 %), zones agricoles hétérogènes (0,9 %). L'évolution de l’occupation des sols de la commune et de ses infrastructures peut être observée sur les différentes représentations cartographiques du territoire : la carte de Cassini (XVIIIe siècle), la carte d'état-major (1820-1866) et les cartes ou photos aériennes de l'IGN pour la période actuelle (1950 à aujourd'hui).

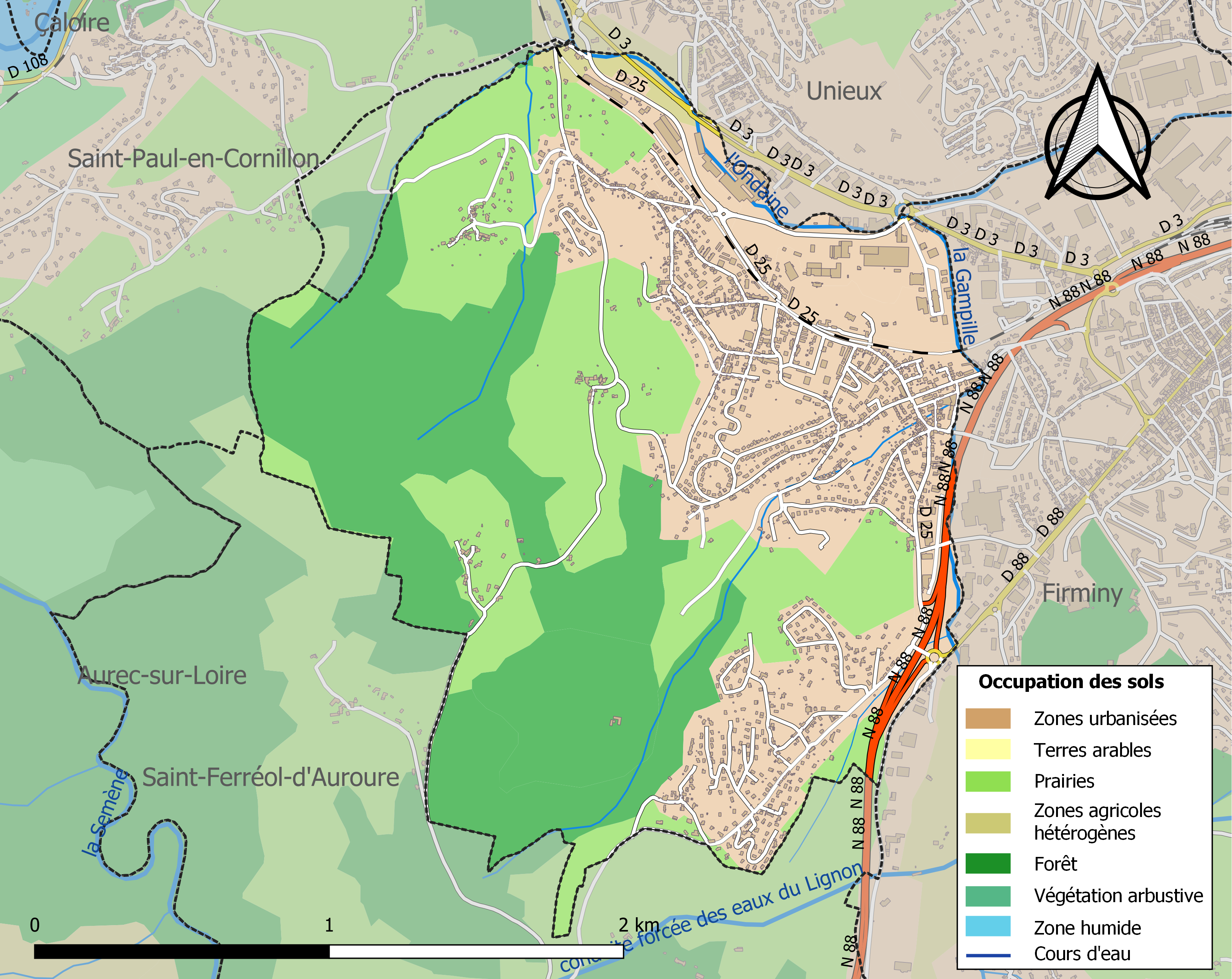
Carte des infrastructures et de l'occupation des sols de la commune en 2018 (CLC).

## Histoire
En 1325 Fraisses est possession de Gillet d'Escotay.
Le village de Fraisses, est devenue une commune à la Révolution en 1793, par démembrement de la paroisse de Firminy, mais ses habitants sont restés paroissiens de Firminy jusqu’en 1865, date de la construction d’une première église. Sur les armoiries, une enclume et trois frênes (fraisse en occitan vivaro-alpin,) rappellent le passé rural et le travail disparu des cloutiers.
La commune s’est urbanisée de manière diffuse, comme annexe résidentielle de l'aciérie Holtzer, qui réalisa entre les deux guerres une cité-jardin sur un modèle d'habitat ouvrier alsacien. Datant du Second Empire (construit en 1866-1867), le château Dorian reçut des hôtes illustres, tels que Victor Hugo et Émile Zola.
En 1978, la commune de « Fraisse » devient la commune de « Fraisses ».

## Blasonnement
| Blason | Blasonnement : D’or à trois arbres arrachés de sinople ; au chef de gueules chargé d’une enclume d’or. |

## Politique et administration

### Liste des maires
| Période                                  | Période   | Identité             | Étiquette | Qualité                                                      |
| ---------------------------------------- | --------- | -------------------- | --------- | ------------------------------------------------------------ |
| Les données manquantes sont à compléter. |           |                      |           |                                                              |
| mars 1959                                | mars 1971 | Louis Hanzer         |           |                                                              |
| mars 1971                                | 1976      | Marcel Constant      |           |                                                              |
| 1976                                     | 1979      | Ernest Bergeron      |           |                                                              |
| 1979                                     | 1997      | Jacques Mounier      | SE        |                                                              |
| 1997                                     | mars 2001 | Robert Charroin      | SE        |                                                              |
| mars 2001                                | mai 2020  | Joseph Sotton        | DVG       | 15e vice-président de Saint-Étienne Métropole de 2008 à 2014 |
| mai 2020                                 | En cours  | Christiane Barailler | DVG       |                                                              |

## Démographie
En 2022 , la commune comptait 3 825 habitants. L'évolution du nombre d'habitants est connue à travers les recensements de la population effectués dans la commune depuis 1793. Une réforme du mode de recensement permet à l'Insee de publier annuellement les populations légales des communes à partir de 2006. Pour Fraisses, commune de moins de 10 000 habitants, les recensements ont lieu tous les cinq ans, les populations légales intermédiaires sont quant à elles estimées par calcul. Les populations légales des années 2007, 2012, 2017 correspondent à des recensements exhaustifs.
| 1793 | 1800 | 1806 | 1821 | 1831 | 1836 | 1841 | 1846 | 1851 |
| ---- | ---- | ---- | ---- | ---- | ---- | ---- | ---- | ---- |
| 464  | 516  | 486  | 590  | 680  | 689  | 696  | 680  | 666  |

| 1856 | 1861 | 1866 | 1872 | 1876  | 1881  | 1886  | 1891  | 1896  |
| ---- | ---- | ---- | ---- | ----- | ----- | ----- | ----- | ----- |
| 686  | 781  | 813  | 908  | 1 150 | 1 311 | 1 538 | 1 784 | 1 824 |

| 1901  | 1906  | 1911  | 1921  | 1926  | 1931  | 1936  | 1946  | 1954  |
| ----- | ----- | ----- | ----- | ----- | ----- | ----- | ----- | ----- |
| 1 999 | 2 368 | 2 550 | 2 957 | 3 451 | 3 681 | 3 357 | 3 688 | 3 883 |

| 1962  | 1968  | 1975  | 1982  | 1990  | 1999  | 2006  | 2007  | 2012  |
| ----- | ----- | ----- | ----- | ----- | ----- | ----- | ----- | ----- |
| 3 623 | 4 204 | 4 290 | 3 854 | 3 897 | 3 939 | 4 056 | 4 074 | 3 765 |

| 2017  | 2022  | - | - | - | - | - | - | - |
| ----- | ----- | - | - | - | - | - | - | - |
| 3 723 | 3 825 | - | - | - | - | - | - | - |

## Lieux et monuments
Panorama de la Madone, des gorges de la Loire au Pilat en passant par l'ensemble Le Corbusier de Firminy.
- Église Saint-François-Régis de Fraisses.

## Personnalités liées à la commune
- Nannette Lévesque (1803-1880), conteuse et chanteuse française, y est née.
- Pauline Ménard-Dorian (1870-1941), femme de lettres, née au château de Fraisses.
- Cindy Peyrot, joueuse de pétanque (FFPJP, Élite), a étudié à Fraisses.